# Calochilus uliginosus
Calochilus uliginosus är en orkidéart som beskrevs av David Lloyd Jones. Calochilus uliginosus ingår i släktet Calochilus och familjen orkidéer. Inga underarter finns listade i Catalogue of Life.